# خفرع متوج

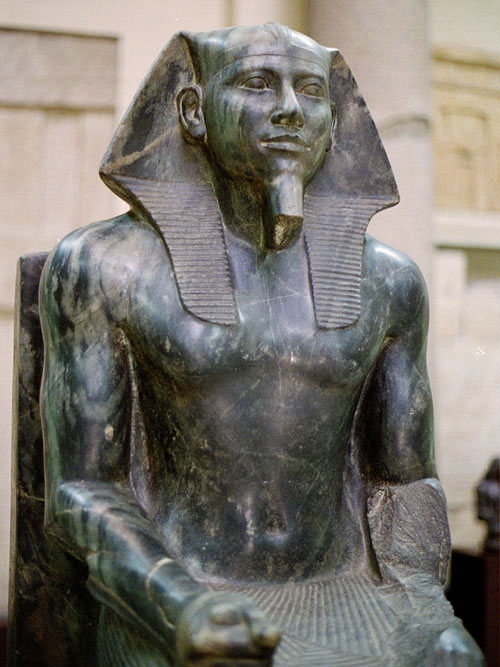
تمثال خفرع متوج

خفرع متوج هو تمثال جنائزي للملك المصري خفرع، الذي حكم خلال الأسرة المصرية الرابعة (حوالي 2570 قبل الميلاد). وهو الآن موجودة في المتحف المصري بالقاهرة. يتكون البناء من أنورثوسيت نيس (المرتبط بالديوريت)، وهو حجر قيم، شديد الصلابة، وداكن اللون جلب 400 ميل إلى أسفل نهر النيل من المحاجر الملكية. وهذا يسلط الضوء على أهمية خفرع وقوته كحاكم. تم نحت التمثال لمعبد الوادي للملك المصري بالقرب من أبو الهول، وهو جزء من المقبرة (المدينة الجنائزية) المستخدمة في طقوس الجنازة. هذا التمثال من عصر المملكة المصرية القديمة له وظيفة مهمة في المقابر المصرية باعتباره مكان إقامة بديل للكا للملك المصري- قوة الحياة التي رافقت شخصًا مع نوع من الذات الأخرى. بعد الموت، يترك الكا الجسد في الحياة الآخرة، لكنه لا يزال بحاجة إلى مكان للراحة: التمثال.

## وصف

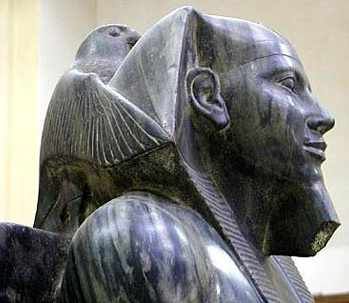
حورس خلف رأس خفرع

يُظهر هذا التمثال، المُصوَّر على شكل دائري (مقابل النحت البارز)، خفرع جالسًا، وهو أحد الأنواع الأساسية للصيغ المستخدمة في عصر الدولة القديمة لإظهار الشكل البشري. لعب التحنيط دورًا كبيرًا في الثقافة المصرية، وهي عملية استمرت 70 يومًا لضمان خلود الملك المصري. ابتداءً من الألفية الثالثة قبل الميلاد، في حالة تلف مومياء الملك المصري، تم إنشاء تمثال كا «لضمان خلود واستمرارية هوية المتوفى من خلال توفير مكان سكن بديل للكا».
يجلس خفرع بصلابة على عرشه الملكي، ويحدق في المسافة. يرتدي الملك المصري غطاء رأس من الكتان يغطي معظم جبهته ويثني على كتفيه العريضين. يُصوِّر غطاء الرأس الملكي هذا الصل، أو شعار الكوبرا، على المقدمة جنبًا إلى جنب مع اللحية الملكية المستعارة المثبتة في نهاية ذقنه المحفور. يرتدي خفرع نقبة تغطي خصره، ويكشف عن الجزء العلوي من جسده المثالي والعضلات. جسد أسدين منمنمة يشكلان العرش الذي يجلس عليه خفرع، مكونًا قاعدة متينة. تنمو نباتات اللوتس (رمز مصر العليا) ونباتات البردي (رمز مصر السفلى) بين أرجل العرش، في إشارة إلى توحيد مصر العليا ومصر السفلى الذي أنهى عصر ما قبل الأسرات. يحمي الإله حورس، المُصوَّر على هيئة صقر، مؤخرة رأس خفرع بجناحيه، في إشارة أخرى إلى مصر الموحدة. إلى جانب المنظر اللافت للصقر (غير المرئي من الأمام) خلف رأس خفرع، وُضعت أقدام خفرع على منصة مسطحة، محفورة بتسعة أقواس رماية، تمثل هيمنة الملك والمملكة على قبائل العدو الأجنبية / المحلية، الأقواس التسعة.
لا يظهر الملك المصري المتماثل أي حركة أو تغيير ، وقمع كل حركة ووقت لخلق سكون أبدي؛ إن بنائه القوي وموقفه الدائم لا يظهران أي فكرة عن الوقت - وخفر خالدة، وستظل قوته موجودة حتى في الآخرة. التمثال قائم على الصلابة والضغط مع وجود أجزاء قليلة بارزة؛ جسد خفرع الشبيه بالكتلة مرتبط بالعرش ليدوم إلى الأبد، مكونًا هيكلًا واحدًا واحدًا. ترتكز ذراعيه على فخذيه، وتواجه المشاهد مباشرة في وضع أمامي صلب. التمثال المتماثل ثنائي الجانب، الذي يرمز إلى النظام والسيطرة في الملك المصري، هو نفسه على جانبي المحور الرأسي للتمثال، ويختلف فقط في قبضة خفرع اليمنى المشدودة. كائن دائم وجزء من الحجر للحفاظ على كا له آمنًا. سوف يكون خفرع دائمًا، على الأرض وفي الآخرة. يمكن وصف تمثال الملك المصري بأنه أمامي تمامًا، وغير متحرك تمامًا ، وهادئ تمامًا: خصائص تمثال الكتلة المصرية

## نحت
من أجل إنشاء هذا التمثال الشامل، استخدم النحات طريقة الطرح. بدأ بكتلة حجرية على شكل مكعب من الديوريت. أولاً، رسم النحات منظرين من الأمام والخلف واثنين من الجوانب الجانبية لخفرع على الوجوه الرأسية الأربعة للحجر. بعد وضع المخططات المرسومة، قام النحات بنقش الحجر الزائد من الجوانب الأربعة حتى تجتمع الخطط معًا، وتلتقي بزوايا قائمة. كانت الخطوة الأخيرة هي نحت تفاصيل محددة لجسم خفرع ووجهه، ونحت الإله الصقر حورس، وتصميمات أخرى على العرش. تتيح طريقة الطرح للنحات إنشاء مظهر يشبه الكتلة لتمثال خفرع كا، وهو معيار للنحت المصري خلال هذه الفترة الزمنية. بالإضافة إلى طريقة الطرح، تم استخدام التآكل أو الاحتكاك أو طحن السطح لإنهاء المنتج. يقف تمثال الديوريت على ارتفاع نهائي يبلغ خمسة أقدام وستة.

## المجمع الجنائزي
كان تمثال كا لخفرع، الذي كان من الممكن أن يكون موجودًا في معبد وادي خفرع، مجرد جزء واحد من نظام شديد التعقيد يستخدم في الطقوس الجنائزية المصرية. تقع المقبرة في أهرامات الجيزة، وتضم معبد وادي خفرع، ومعبد جنائزي، وأبو الهول العظيم، والجسر المؤدي إلى هرم خفرع.
أهرامات الجيزة العظيمة، الواقعة على مشارف القاهرة الحالية، هي ثلاثة أهرامات ضخمة لثلاثة ملوك مصريين مع العديد من الأهرامات الأصغر حجمًا، وتضم مومياوات العائلة المالكة والنبلاء. من الأكبر إلى الأصغر، تعد أهرامات خوفو وخفرع ومنقرع الأكثر شهرة ومخصصة لكل إله على التوالي. تم تصميم هرم وقبر خفرع كمنزل أبدي لمومياءه، حيث كان من المفترض أن يحتفظ السرداب (غرفة الغرفة) في معبد الوادي بتمثال كا. على عكس الأهرامات السابقة، مثل هرم زوسر المدرج الذي صممه المهندس المعماري الأول المعروف إمحوتب، لم تكن أهرامات الجيزة العظيمة مبنية على هيكل المصطبة، وهو هيكل مستطيل الشكل. يُشتق السطح الجديد المائل بسلاسة للمقبرة من قاعدة مستطيلة محاذية للاتجاهات الأساسية الأربعة للبوصلة. تنتهي الجوانب الأربعة عند طرف مدبب، في إشارة إلى شعار الشمس رع، المسمى بنبن. سمحت هذه الأهرامات الرمزية لروح الملك المصري بالصعود إلى السماء باستخدام أشعة الشمس.
بدأ موكب الجنازة الذي يحمل مومياء الملك المصري شرق نهر النيل، حيث تولد الشمس من جديد كل صباح وحيث يعيش المواطنون المصريون. كانت مومياء خفرع تعبر نهر النيل، وهو شريط الحياة الذي يفصل الشرق عن الغرب. نظرًا لأهميته ورمزه للحياة، فقد تم استخدامه كجزء من موكب لدفن الملك المصري. ثم يلتقي جثمان خفرع عند الجانب الغربي من النيل، أو أرض الموتى. تغرب الشمس كل ليلة وتموت، وهذا هو سبب تخصيص القسم الغربي من المدينة لدفن الموتى. قادتهم كل يوم تولد الشمس في الشرق وتموت ليلاً في الغرب، ومع ذلك تولد من جديد في الشرق في صباح اليوم التالي. يتوازى إيقاع المحور الأفقي المستخدم في الموكب الجنائزي مع خلود الملك المصري.
بمجرد وصولها إلى الضفة الغربية لنهر النيل، كانت مومياء خفرع تسير على طول الجسر، أو المسار، مروراً بمعبد وادي خفرع حيث يقع تمثال خفرع المتوج. بجانب الجسر يوجد تمثال أبو الهول العظيم، وهو مخلوق برأس ملك مصري وجسم قطة منحوت من الصخور الحية / الطبيعية في المنطقة. يعتقد الكثيرون أن وجه أبو الهول هو في الواقع خفرع، مما يزيد من تكريم الملك المصري في موكب الجنازة. استمرارًا على طول الجسر، تدخل المومياء والموكب إلى معبد خفرع الجنائزي المجاور لهرم الملك المصري. هذا هو المكان الذي تم فيه تقديم القرابين للملك المصري المتوفى وأداء المزيد من الاحتفالات. ختم المومياء في قبر هرم خفرع، حيث كان جسده وكا يستريحان بسلام إلى الأبد، أكمل طقوس الجنازة.